# Sissi Farassat
Sissi Farassat (* 16. Mai 1969 in Teheran, Iran; vollständiger Name Elisabeth Delara Farassat-Schariatpanahi) ist eine österreichische Fotokünstlerin.

## Leben
Farassat übersiedelte mit ihrer Familie 1978 nach Wien. Seit 1991 ist sie als freie Fotografin tätig und besuchte 1993 die internationale Sommerakademie unter der Leitung von Nan Goldin. Zwischen 1993 und 1994 war sie an der Schule für künstlerische Photographie in Wien Schülerin von Friedl Kubelka. Im Anschluss erhielt sie ein Stipendium des Bundesministeriums für Bildung, Wissenschaft und Kunst für einen Aufenthalt in Paris zur Realisierung der Arbeit Selbstportraits Paris.

## Werk
Neben ihrer Ausstellungstätigkeit ist Farassat seit 1998 Herausgeberin und Chefredakteurin der Fotozeitschrift SIOSEH. Ihre künstlerischen Arbeiten bestehen im Wesentlichen aus Selbstportraits, Paillettenbildern, Leuchtkästen, Fotos, Collagen, Souvenir-Fotoapparaten aus Plastik mit intimen Frauenporträts, Plakaten sowie aus SIOSEH („der kleinsten Fotozeitschrift der Welt“ 7,5 × 10,5 cm). Farassat bestickt Oberflächen ihrer Fotografien mit Pailletten. So werden Umrisslinien oder ganze Flächen der Fotografie dicht besiedelt. Ihre Oberfläche wird durch die Pailletten vielfach gebrochen. Durch diese Methode entstehen je nach Blickwinkel und Lichtverhältnissen unterschiedliche Effekte.
Das bunte Glitzern der Pailletten, die sie zur Basissubstanz ihrer jüngeren Arbeiten gemacht hat, wirkt, als bewusste Überdosierung, sogar eher „abweisend“, jedenfalls irritierend. So bleibt jedem ihrer Werke ein Resträtsel, etwas, das im (und vom) Ornamentalen ausgeblendet, überstrahlt oder verschluckt wird.
(Stefan Grissemann)

## Ausstellungen (Auswahl)
- 1996 – Portraits IV, Fotogalerie Wien, Wien
- 1999 – Fast forward, Künstlerhaus, Wien
- 2000 – Expo 2000, Hannover
- 2001 – Verschiedene Welten, Fotohof, Salzburg
- 2002 – Design Now. Austria, Haramuseum, Tokyo
- 2005 – Nur ich, Galerie Lisi Hämmerle, Bregenz
- 2005 – Simultan, Museum der Moderne Salzburg, Salzburg
- 2006 – Who is the other? National Gallery of Art, Warschau
- 2007 – Sissi, c´est moi, Scalo|Guye Gallery, Los Angeles
- 2007 – SIOSEH#30, Wien Museum, Wien
- 2008 – June Begins May 29, Laleh June Galerie, Basel
- 2008 – Es Ist, Was Es Ist, Galerie Viktor Bucher, Wien
- 2010 – Staging Identity, Galerie Kashya Hildebrand, Zürich
- 2012 – Earthly Delights, Laleh June Galerie, Basel
- 2013 – Sissi Farassat, Edwynn Houk Gallery, New York
- 2013 – personal, political, mysterious, The Flag Art Foundation, New York
- 2014 – Mirror Mirror on the Wall, Edwynn Houk Gallery, Zürich

## Sammlungen
Farassats Arbeiten finden sich in zahlreichen wichtigen privaten und öffentlichen Sammlungen. Darunter:
- Sammlung des Fotomuseums Winterthur[2]
- Sammlung Rupertinum des Museum der Moderne Salzburg[4]
- Sammlung des Museums für Gestaltung Zürich[2]
- Sammlung des MAK – Museum für Angewandte Kunst Wien[2]
- Sammlung des Museums Moderner Kunst Kärnten[2]
- Sammlung Essl[2]

## Publikationen
- Forever, Schlebrügge Editor, Wien 2005. ISBN 978-3-85160-066-7
- Sequence, Fotohof, Salzburg 2014. ISBN 978-3-902675-97-2